# 嘆きの亡霊は引退したい OP・EDテーマ ソングコレクション
『嘆きの亡霊は引退したい OP・EDテーマ ソングコレクション』（なげきのぼうれいはいんたいしたい おーぷにんぐ・えんでぃんぐてーま そんぐこれくしょん）は、2024年11月27日にAvex Pictures Inc.から発売された、テレビアニメ『嘆きの亡霊は引退したい』第1クールの主題歌を収録した「Lezel」と「P丸様。」の両A面シングル。

## 概要
TVアニメ「嘆きの亡霊は引退したい」のオープニング主題歌「葛藤Tomorrow」エンディング主題歌「すくりぃむ！」を収録したソングコレクション。
シングルの発売に先駆け、表題曲2曲が第1話放送後の10月2日に先行配信された。
初回封入特典として、Lezel・P丸様。のアナザージャケット（両面仕様）が付属した。

## 収録曲
| #         | タイトル                       | 作詞・作曲   | 編曲         | 歌唱      | 時間  |
| --------- | ------------------------------ | ------------ | ------------ | --------- | ----- |
| 1.        | 「葛藤Tomorrow」               | 松隈ケンタ   | SCRAMBLES    | Lezel     | 3:55  |
| 2.        | 「すくりぃむ！」               | ピノキオピー | ピノキオピー | P丸様。   | 3:02  |
| 3.        | 「葛藤Tomorrow」(TV size ver.) |              |              |           | 2:30  |
| 4.        | 「すくりぃむ！」(TV size ver.) |              |              |           | 2:10  |
| 5.        | 「葛藤Tomorrow」(Instrumental) |              |              |           | 4:18  |
| 6.        | 「すくりぃむ！」(Instrumental) |              |              |           | 3:01  |
| 合計時間: | 合計時間:                      | 合計時間:    | 合計時間:    | 合計時間: | 18:56 |

## 楽曲解説
1. 葛藤Tomorrow
TVアニメ「嘆きの亡霊は引退したい」第1クールオープニングテーマ
物語のスタートに相応しい疾走感と少しの切なさを併せ持つ楽曲[6]。
TV size ver.は、原曲とはアレンジが少し異なっており、原曲Cメロ後の間奏に似たイントロが追加されている。
また、InstrumentalはTV size ver.のイントロと原曲をつなぎ合わせた、上記2ver.とは異なるアレンジとなっている。
2. すくりぃむ！
TVアニメ「嘆きの亡霊は引退したい」第1クールエンディングテーマ
本作の主人公であるクライの目線で描かれた楽曲。
「葛藤Tomorrow」と同じく、TV size ver.では原曲とは異なるイントロが追加されている。

## メディアでの使用
| # | 曲名             | タイアップ                                                    | 出典  |
| - | ---------------- | ------------------------------------------------------------- | ----- |
| 1 | 「葛藤Tomorrow」 | TVアニメ『嘆きの亡霊は引退したい』第1クールオープニングテーマ | [ 6 ] |
| 2 | 「すくりぃむ！」 | TVアニメ「嘆きの亡霊は引退したい」第1クールエンディングテーマ | [ 6 ] |